# Pompeii (single)
Pompeii is een nummer van de Britse band Bastille. Het nummer werd uitgegeven als een download op 24 februari 2013. Het heeft een tijd lang op nummer 2 gestaan in de hitlijsten van het Verenigd Koninkrijk en Ierland. De single is recordhouder van het langst op nummer 1 staan in de United Kingdom's Official Streaming Chart. Ook in België is het een grote hit geworden. Het nummer scoorde tevens in Nederland.

## Achtergrondinformatie

### Betekenis
Frontman Dan Smith verklaarde in een interview met OP12 op Rock Werchter dat het nummer een soort conversatie is tussen twee mensen die gestorven zijn bij de vulkaanuitbarsting van de Vesuvius in Pompeii, en dus voor altijd samen zullen zijn.

### Games
Het nummer werd gebruikt in tal van games, zoals Need for Speed: Rivals, Dance Central Spotlight, Pro Evolution Soccer 2015, First Touch Soccer, Rock Band 4, Let's Sing 2016 en DiRT 4.

## Videoclip
Op 20 januari 2013 werd een muziekvideo voor het nummer geüpload op YouTube die 3 minuten en 53 seconden duurt. De video focust op een man (gespeeld door frontman Dan Smith) die wegrent van de uitbarsting van de Vesuvius in Pompeii ("Great clouds roll over the hills, bringing darkness from abo-o-o-o-ove"). Als hij mensen met zwarte ogen ziet beseft hij dat de as van de vulkaan hem heeft ingehaald. De video werd geregisseerd door Jesse John Jenkins en geproduceerd door Tova Dann. De video werd gefilmd in Los Angeles en Palm Springs (Californië).

## Hitnoteringen

### Nederlandse Top 40
| Hitnotering: 13-07-2013 t/m 28-09-2013 | Hitnotering: 13-07-2013 t/m 28-09-2013 | Hitnotering: 13-07-2013 t/m 28-09-2013 | Hitnotering: 13-07-2013 t/m 28-09-2013 | Hitnotering: 13-07-2013 t/m 28-09-2013 | Hitnotering: 13-07-2013 t/m 28-09-2013 | Hitnotering: 13-07-2013 t/m 28-09-2013 | Hitnotering: 13-07-2013 t/m 28-09-2013 | Hitnotering: 13-07-2013 t/m 28-09-2013 | Hitnotering: 13-07-2013 t/m 28-09-2013 | Hitnotering: 13-07-2013 t/m 28-09-2013 | Hitnotering: 13-07-2013 t/m 28-09-2013 | Hitnotering: 13-07-2013 t/m 28-09-2013 | Hitnotering: 13-07-2013 t/m 28-09-2013 |
| Week:                                  | 1                                      | 2                                      | 3                                      | 4                                      | 5                                      | 6                                      | 7                                      | 8                                      | 9                                      | 10                                     | 11                                     | 12                                     |                                        |
| -------------------------------------- | -------------------------------------- | -------------------------------------- | -------------------------------------- | -------------------------------------- | -------------------------------------- | -------------------------------------- | -------------------------------------- | -------------------------------------- | -------------------------------------- | -------------------------------------- | -------------------------------------- | -------------------------------------- | -------------------------------------- |
| Positie:                               | 29                                     | 23                                     | 15                                     | 14                                     | 14                                     | 19                                     | 19                                     | 22                                     | 24                                     | 25                                     | 36                                     | 38                                     | uit                                    |

### NederlandseSingle Top 100
| Hitnotering (week 1 t/m 11): 02-03-2013 t/m 11-05-2013 Hitnotering (week 12 t/m 32): 22-06-2013 t/m 09-11-2013 Hitnotering (week 33): 23-11-2013 Hitnotering (week 34 t/m 80): 07-12-2013 t/m 25-10-2014 Hitnotering (week 81): 08-11-2014 | Hitnotering (week 1 t/m 11): 02-03-2013 t/m 11-05-2013 Hitnotering (week 12 t/m 32): 22-06-2013 t/m 09-11-2013 Hitnotering (week 33): 23-11-2013 Hitnotering (week 34 t/m 80): 07-12-2013 t/m 25-10-2014 Hitnotering (week 81): 08-11-2014 | Hitnotering (week 1 t/m 11): 02-03-2013 t/m 11-05-2013 Hitnotering (week 12 t/m 32): 22-06-2013 t/m 09-11-2013 Hitnotering (week 33): 23-11-2013 Hitnotering (week 34 t/m 80): 07-12-2013 t/m 25-10-2014 Hitnotering (week 81): 08-11-2014 | Hitnotering (week 1 t/m 11): 02-03-2013 t/m 11-05-2013 Hitnotering (week 12 t/m 32): 22-06-2013 t/m 09-11-2013 Hitnotering (week 33): 23-11-2013 Hitnotering (week 34 t/m 80): 07-12-2013 t/m 25-10-2014 Hitnotering (week 81): 08-11-2014 | Hitnotering (week 1 t/m 11): 02-03-2013 t/m 11-05-2013 Hitnotering (week 12 t/m 32): 22-06-2013 t/m 09-11-2013 Hitnotering (week 33): 23-11-2013 Hitnotering (week 34 t/m 80): 07-12-2013 t/m 25-10-2014 Hitnotering (week 81): 08-11-2014 | Hitnotering (week 1 t/m 11): 02-03-2013 t/m 11-05-2013 Hitnotering (week 12 t/m 32): 22-06-2013 t/m 09-11-2013 Hitnotering (week 33): 23-11-2013 Hitnotering (week 34 t/m 80): 07-12-2013 t/m 25-10-2014 Hitnotering (week 81): 08-11-2014 | Hitnotering (week 1 t/m 11): 02-03-2013 t/m 11-05-2013 Hitnotering (week 12 t/m 32): 22-06-2013 t/m 09-11-2013 Hitnotering (week 33): 23-11-2013 Hitnotering (week 34 t/m 80): 07-12-2013 t/m 25-10-2014 Hitnotering (week 81): 08-11-2014 | Hitnotering (week 1 t/m 11): 02-03-2013 t/m 11-05-2013 Hitnotering (week 12 t/m 32): 22-06-2013 t/m 09-11-2013 Hitnotering (week 33): 23-11-2013 Hitnotering (week 34 t/m 80): 07-12-2013 t/m 25-10-2014 Hitnotering (week 81): 08-11-2014 | Hitnotering (week 1 t/m 11): 02-03-2013 t/m 11-05-2013 Hitnotering (week 12 t/m 32): 22-06-2013 t/m 09-11-2013 Hitnotering (week 33): 23-11-2013 Hitnotering (week 34 t/m 80): 07-12-2013 t/m 25-10-2014 Hitnotering (week 81): 08-11-2014 | Hitnotering (week 1 t/m 11): 02-03-2013 t/m 11-05-2013 Hitnotering (week 12 t/m 32): 22-06-2013 t/m 09-11-2013 Hitnotering (week 33): 23-11-2013 Hitnotering (week 34 t/m 80): 07-12-2013 t/m 25-10-2014 Hitnotering (week 81): 08-11-2014 | Hitnotering (week 1 t/m 11): 02-03-2013 t/m 11-05-2013 Hitnotering (week 12 t/m 32): 22-06-2013 t/m 09-11-2013 Hitnotering (week 33): 23-11-2013 Hitnotering (week 34 t/m 80): 07-12-2013 t/m 25-10-2014 Hitnotering (week 81): 08-11-2014 | Hitnotering (week 1 t/m 11): 02-03-2013 t/m 11-05-2013 Hitnotering (week 12 t/m 32): 22-06-2013 t/m 09-11-2013 Hitnotering (week 33): 23-11-2013 Hitnotering (week 34 t/m 80): 07-12-2013 t/m 25-10-2014 Hitnotering (week 81): 08-11-2014 | Hitnotering (week 1 t/m 11): 02-03-2013 t/m 11-05-2013 Hitnotering (week 12 t/m 32): 22-06-2013 t/m 09-11-2013 Hitnotering (week 33): 23-11-2013 Hitnotering (week 34 t/m 80): 07-12-2013 t/m 25-10-2014 Hitnotering (week 81): 08-11-2014 | Hitnotering (week 1 t/m 11): 02-03-2013 t/m 11-05-2013 Hitnotering (week 12 t/m 32): 22-06-2013 t/m 09-11-2013 Hitnotering (week 33): 23-11-2013 Hitnotering (week 34 t/m 80): 07-12-2013 t/m 25-10-2014 Hitnotering (week 81): 08-11-2014 | Hitnotering (week 1 t/m 11): 02-03-2013 t/m 11-05-2013 Hitnotering (week 12 t/m 32): 22-06-2013 t/m 09-11-2013 Hitnotering (week 33): 23-11-2013 Hitnotering (week 34 t/m 80): 07-12-2013 t/m 25-10-2014 Hitnotering (week 81): 08-11-2014 | Hitnotering (week 1 t/m 11): 02-03-2013 t/m 11-05-2013 Hitnotering (week 12 t/m 32): 22-06-2013 t/m 09-11-2013 Hitnotering (week 33): 23-11-2013 Hitnotering (week 34 t/m 80): 07-12-2013 t/m 25-10-2014 Hitnotering (week 81): 08-11-2014 | Hitnotering (week 1 t/m 11): 02-03-2013 t/m 11-05-2013 Hitnotering (week 12 t/m 32): 22-06-2013 t/m 09-11-2013 Hitnotering (week 33): 23-11-2013 Hitnotering (week 34 t/m 80): 07-12-2013 t/m 25-10-2014 Hitnotering (week 81): 08-11-2014 | Hitnotering (week 1 t/m 11): 02-03-2013 t/m 11-05-2013 Hitnotering (week 12 t/m 32): 22-06-2013 t/m 09-11-2013 Hitnotering (week 33): 23-11-2013 Hitnotering (week 34 t/m 80): 07-12-2013 t/m 25-10-2014 Hitnotering (week 81): 08-11-2014 | Hitnotering (week 1 t/m 11): 02-03-2013 t/m 11-05-2013 Hitnotering (week 12 t/m 32): 22-06-2013 t/m 09-11-2013 Hitnotering (week 33): 23-11-2013 Hitnotering (week 34 t/m 80): 07-12-2013 t/m 25-10-2014 Hitnotering (week 81): 08-11-2014 | Hitnotering (week 1 t/m 11): 02-03-2013 t/m 11-05-2013 Hitnotering (week 12 t/m 32): 22-06-2013 t/m 09-11-2013 Hitnotering (week 33): 23-11-2013 Hitnotering (week 34 t/m 80): 07-12-2013 t/m 25-10-2014 Hitnotering (week 81): 08-11-2014 | Hitnotering (week 1 t/m 11): 02-03-2013 t/m 11-05-2013 Hitnotering (week 12 t/m 32): 22-06-2013 t/m 09-11-2013 Hitnotering (week 33): 23-11-2013 Hitnotering (week 34 t/m 80): 07-12-2013 t/m 25-10-2014 Hitnotering (week 81): 08-11-2014 | Hitnotering (week 1 t/m 11): 02-03-2013 t/m 11-05-2013 Hitnotering (week 12 t/m 32): 22-06-2013 t/m 09-11-2013 Hitnotering (week 33): 23-11-2013 Hitnotering (week 34 t/m 80): 07-12-2013 t/m 25-10-2014 Hitnotering (week 81): 08-11-2014 | Hitnotering (week 1 t/m 11): 02-03-2013 t/m 11-05-2013 Hitnotering (week 12 t/m 32): 22-06-2013 t/m 09-11-2013 Hitnotering (week 33): 23-11-2013 Hitnotering (week 34 t/m 80): 07-12-2013 t/m 25-10-2014 Hitnotering (week 81): 08-11-2014 | Hitnotering (week 1 t/m 11): 02-03-2013 t/m 11-05-2013 Hitnotering (week 12 t/m 32): 22-06-2013 t/m 09-11-2013 Hitnotering (week 33): 23-11-2013 Hitnotering (week 34 t/m 80): 07-12-2013 t/m 25-10-2014 Hitnotering (week 81): 08-11-2014 | Hitnotering (week 1 t/m 11): 02-03-2013 t/m 11-05-2013 Hitnotering (week 12 t/m 32): 22-06-2013 t/m 09-11-2013 Hitnotering (week 33): 23-11-2013 Hitnotering (week 34 t/m 80): 07-12-2013 t/m 25-10-2014 Hitnotering (week 81): 08-11-2014 | Hitnotering (week 1 t/m 11): 02-03-2013 t/m 11-05-2013 Hitnotering (week 12 t/m 32): 22-06-2013 t/m 09-11-2013 Hitnotering (week 33): 23-11-2013 Hitnotering (week 34 t/m 80): 07-12-2013 t/m 25-10-2014 Hitnotering (week 81): 08-11-2014 | Hitnotering (week 1 t/m 11): 02-03-2013 t/m 11-05-2013 Hitnotering (week 12 t/m 32): 22-06-2013 t/m 09-11-2013 Hitnotering (week 33): 23-11-2013 Hitnotering (week 34 t/m 80): 07-12-2013 t/m 25-10-2014 Hitnotering (week 81): 08-11-2014 | Hitnotering (week 1 t/m 11): 02-03-2013 t/m 11-05-2013 Hitnotering (week 12 t/m 32): 22-06-2013 t/m 09-11-2013 Hitnotering (week 33): 23-11-2013 Hitnotering (week 34 t/m 80): 07-12-2013 t/m 25-10-2014 Hitnotering (week 81): 08-11-2014 | Hitnotering (week 1 t/m 11): 02-03-2013 t/m 11-05-2013 Hitnotering (week 12 t/m 32): 22-06-2013 t/m 09-11-2013 Hitnotering (week 33): 23-11-2013 Hitnotering (week 34 t/m 80): 07-12-2013 t/m 25-10-2014 Hitnotering (week 81): 08-11-2014 | Hitnotering (week 1 t/m 11): 02-03-2013 t/m 11-05-2013 Hitnotering (week 12 t/m 32): 22-06-2013 t/m 09-11-2013 Hitnotering (week 33): 23-11-2013 Hitnotering (week 34 t/m 80): 07-12-2013 t/m 25-10-2014 Hitnotering (week 81): 08-11-2014 |
| Week: | 1 | 2 | 3 | 4 | 5 | 6 | 7 | 8 | 9 | 10 | 11 | | 12 | 13 | 14 | 15 | 16 | 17 | 18 | 19 | 20 | 21 | 22 | 23 | 24 | 25 | 26 | 27 | 28 |
| --- | --- | --- | --- | --- | --- | --- | --- | --- | --- | --- | --- | --- | --- | --- | --- | --- | --- | --- | --- | --- | --- | --- | --- | --- | --- | --- | --- | --- | --- |
| Positie: | 88 | 65 | 63 | 76 | 75 | 84 | 81 | 75 | 77 | 70 | 78 | uit | 38 | 45 | 38 | 29 | 24 | 18 | 19 | 21 | 24 | 32 | 34 | 38 | 49 | 46 | 47 | 56 | 76 |
| Week: | 29 | 30 | 31 | 32 | | 33 | | 34 | 35 | 36 | 37 | 38 | 39 | 40 | 41 | 42 | 43 | 44 | 45 | 46 | 47 | 48 | 49 | 50 | 51 | 52 | 53 | 54 | 55 |
| Positie: | 71 | 88 | 94 | 97 | uit | 91 | uit | 87 | 99 | 71 | 74 | 60 | 64 | 82 | 77 | 92 | 94 | 77 | 84 | 99 | 84 | 78 | 62 | 67 | 65 | 67 | 63 | 61 | 63 |
| Week: | 56 | 57 | 58 | 59 | 60 | 61 | 62 | 63 | 64 | 65 | 66 | 67 | 68 | 69 | 70 | 71 | 72 | 73 | 74 | 75 | 76 | 77 | 78 | 79 | 80 | | 81 | | |
| Positie: | 68 | 93 | 75 | 81 | 78 | 50 | 75 | 69 | 62 | 64 | 62 | 63 | 73 | 71 | 75 | 78 | 86 | 82 | 78 | 83 | 95 | 84 | 95 | 91 | 100 | uit | 96 | uit | |

### VlaamseUltratop 50
| Hitnotering (week 1 t/m 24): 27-04-2013 t/m 05-10-2013 Hitnotering (week 25 t/m 26): 04-01-2014 t/m 11-01-2014 | Hitnotering (week 1 t/m 24): 27-04-2013 t/m 05-10-2013 Hitnotering (week 25 t/m 26): 04-01-2014 t/m 11-01-2014 | Hitnotering (week 1 t/m 24): 27-04-2013 t/m 05-10-2013 Hitnotering (week 25 t/m 26): 04-01-2014 t/m 11-01-2014 | Hitnotering (week 1 t/m 24): 27-04-2013 t/m 05-10-2013 Hitnotering (week 25 t/m 26): 04-01-2014 t/m 11-01-2014 | Hitnotering (week 1 t/m 24): 27-04-2013 t/m 05-10-2013 Hitnotering (week 25 t/m 26): 04-01-2014 t/m 11-01-2014 | Hitnotering (week 1 t/m 24): 27-04-2013 t/m 05-10-2013 Hitnotering (week 25 t/m 26): 04-01-2014 t/m 11-01-2014 | Hitnotering (week 1 t/m 24): 27-04-2013 t/m 05-10-2013 Hitnotering (week 25 t/m 26): 04-01-2014 t/m 11-01-2014 | Hitnotering (week 1 t/m 24): 27-04-2013 t/m 05-10-2013 Hitnotering (week 25 t/m 26): 04-01-2014 t/m 11-01-2014 | Hitnotering (week 1 t/m 24): 27-04-2013 t/m 05-10-2013 Hitnotering (week 25 t/m 26): 04-01-2014 t/m 11-01-2014 | Hitnotering (week 1 t/m 24): 27-04-2013 t/m 05-10-2013 Hitnotering (week 25 t/m 26): 04-01-2014 t/m 11-01-2014 | Hitnotering (week 1 t/m 24): 27-04-2013 t/m 05-10-2013 Hitnotering (week 25 t/m 26): 04-01-2014 t/m 11-01-2014 | Hitnotering (week 1 t/m 24): 27-04-2013 t/m 05-10-2013 Hitnotering (week 25 t/m 26): 04-01-2014 t/m 11-01-2014 | Hitnotering (week 1 t/m 24): 27-04-2013 t/m 05-10-2013 Hitnotering (week 25 t/m 26): 04-01-2014 t/m 11-01-2014 | Hitnotering (week 1 t/m 24): 27-04-2013 t/m 05-10-2013 Hitnotering (week 25 t/m 26): 04-01-2014 t/m 11-01-2014 | Hitnotering (week 1 t/m 24): 27-04-2013 t/m 05-10-2013 Hitnotering (week 25 t/m 26): 04-01-2014 t/m 11-01-2014 |
| Week: | 1 | 2 | 3 | 4 | 5 | 6 | 7 | 8 | 9 | 10 | 11 | 12 | 13 | 14 |
| --- | --- | --- | --- | --- | --- | --- | --- | --- | --- | --- | --- | --- | --- | --- |
| Positie: | 41 | 27 | 6 | 3 | 5 | 6 | 6 | 3 | 4 | 8 | 7 | 8 | 7 | 7 |
| Week: | 15 | 16 | 17 | 18 | 19 | 20 | 21 | 22 | 23 | 24 | | 25 | 26 | |
| Positie: | 11 | 12 | 13 | 19 | 26 | 30 | 36 | 37 | 47 | 46 | uit | 48 | 47 | uit |

### NPO Radio 2 Top 2000
| Nummer met noteringen in de NPO Radio 2 Top 2000 | '13  | '14 | '15 | '16 | '17 | '18 | '19 | '20 | '21 | '22 | '23 | '24 |
| ------------------------------------------------ | ---- | --- | --- | --- | --- | --- | --- | --- | --- | --- | --- | --- |
| Pompeii                                          | 1353 | 247 | 392 | 367 | 570 | 632 | 746 | 911 | 738 | 760 | 711 | 849 |

1. ↑  Een vetgedrukt getal geeft de hoogste notering aan.
2. ↑  2013 was het eerste jaar met een notering voor dit nummer.

## Orkestrale versie uit 2023
Om de 10e verjaardag van het nummer te vieren, werkte Bastille in 2023 samen met de Duitse componist Hans Zimmer om Pompeii MMXXIII te produceren, een orkestrale herschikking van het originele nummer. Kort daarna werd het nummer gebruikt als aftiteling voor de BBC-documentaireserie Planet Earth III.
- MusicBrainz work: 7d440c5f-5f49-465e-bf48-53e864240e83